# Тихомир Матијевић
Тихомир Матијевић (Луњевица, 1921 — 16. април 1943) био је учесник Народноослободилачке борбе и народни херој Југославије.

## Биографија
Тихомир је рођен 1921. године у Луњевици. Тихомирови преци пореклом су из Никшићке жупе из племена Никшић, који се помињу још 1399. године. Тихомир Матијевић је у сродству са Николом Луњевицом.
У детињству је живео у Луњевици а похађао је школу у Горњем Милановцу. После четвртог разреда гимназије уписао се у средњу пољопривредну школу у Ваљеву. За време школовања, од 1934. до 1940. године, живео је у интернату и стекао је образовање пољопривредног стручњака али и знање о револуционарном радничком покрету.
После завршене пољопривредне школе и праксе у Шапцу, вратио се у Луњевицу. Ту су га затекле мартовске демонстрације, у којима је учествовао са својим друговима из Луњевице. Убрзо, фашистичка Немачка је напала и окупирала Југославију. Нешто касније јавили су се партизани у таковском крају, где је формирана Таковска чета, у коју је у августу 1941. године ступио и Тихомир.
После формирања Таковског батаљона и полагања заклетве под старим кестеновима Николе Луњевице, 28. септембра, Тихомир учествује у нападу и ослобођењу Горњег Милановца. После два месеца, у којима је Милановац био предстража Ужичке Републике, немачке јединице заједно са љотићевцима и недићевцима су кренуле у офанзиву. Таковски батаљон, са осталим партизанским снагама, пружио је снажан отпор. Након пропасти Ужичке републике Тихомир се повукао у Санџак, где је од преосталих бораца формирана таковска чета Чачанског батаљона. Тада је Тихомир постао десетар, а нешто касније водник и командир чете.
Два пута је срео врховног команданта Тита. Први пут у Чајничу, 1. марта 1942. године, на дан формирања Друге пролетерске бригаде, други пут на пољани код Дрвара, 17. октобра 1942. године, када је друга пролетерска бригада, из руку врховног команданта, примила заставе. Два месеца касније, пошто је постао командир треће чете другог батаљона друге пролетерске бригаде, Тихомир је постао члан Комунистичке партије Југославије.
У току рата прошао од Луњевице до Хумића преко Ужица, Сјенице, Златибора, Камене Горе, Златара, Нове Вароши, Чајнича, Борика, Горажда, Купреса, Бугојна, Милића, Рогатице, Пазарића, Чардачице, Пјеновца, Лима, Дрежнице, Грахова, Цетинске Крајине...
Дана 16. априла 1943. године био је под брдом Хумић. Прва, друга и трећа чета, друге пролетерске бригаде са 120 бораца, јуришала је ка врху Хумића. Циљ четника је био да овладају Хумићем, а потом да униште болницу рањеника и болесних у селу Бастасима. Тихомир се са трећом четом први успео на брдо и овладао њеним врхом. Бодрио је борце да истрају до ноћи а и сам је час као митраљезац час као бомбаш одбијао противника. Од тридесет пет бораца, колико је имала чета, шеснаест је погинуло. Погинуо је и командир чете Тихомир Матијевић, а болница је спашена.
Указом Председништва Антифашистичког већа народног ослобођења Југославије (АВНОЈ), 13. марта 1945. године, међу првим борцима Народноослободилачке војске, проглашен је за народног хероја.

## Галерија
- Кућа Тихомира Матијевића у Луњевици. Кућа је споменик културе
- Споменик Тихомиру Матијевићу у спомен-парку Брдо мира, Горњи Милановац
- Орден народног хероја